# Rygcrawl
Rygcrawl er én ud af i alt fire stilarter indenfor svømmesporten. Rygcrawl minder til en vis grad om crawl, blot svømmet, liggende "på ryggen". Rygcrawl foregår ikke udelukkende på ryggen, men på skiftevis den ene og den anden side, idet man roterer fra den ene side til den anden. Rygcrawl er også den eneste af de nævnte svømmearter, hvor vejrtrækningen udelukkende foregår over vandet, i modsætning til de øvrige svømmearter, hvor udåndingen foregår under vand.

## Rygcrawl
Rygcrawl foregår på ryggen. Svømmearten minder om crawl idet bevægelserne med arme og ben bevæger sig asynkront.

## Konkurrencer
Ved større stævner bliver rygcrawl svømmet på følgende distancer (ved mindre stævner kan andre variationer forekomme):
- 50m Rygcrawl (ikke olympisk disciplin)
- 100m Rygcrawl
- 200m Rygcrawl

Desuden indgår rygcrawl i følgende medleydistancer:
- 100m Individuel Medley (svømmes kun i 25m bassin)
- 200m Individuel Medley
- 400m Individuel Medley
- 4×100m Holdmedley

Inden løbet går i gang fløjtes man op til skamlen, og der gives signalfløjt til at hoppe i vandet. Efter svømmerne er kommet i vandet fløjtes der endnu engang, som antyder, at der skal gøres klar til start. Til sidst siger starteren "På jeres pladser". Svømmerne går nu i startposition, som på første billede. Og kort efter sendes starten af sted. Der sørges for, at alle har tæerne under vandoverfladen, hvorefter der gøres klar til den endelige start.
Rygcrawl er altså den eneste stilart, hvor professionelle svømmere ikke starter fra skamlen.

## Diskvalifikation
Følgende overtrædelser kan medføre diskvalifikation under et svømmestævne:
- Det skal svømmes på ryggen. Svømning på maven medfører diskvalifikation. Lige inden en vending er det dog tilladt at rotere langs kroppens længdeakse, om på maven, hvorefter vendingen skal foretages.
- Det er ikke tilladt at svømme mere end 15m ud under vandoverfladen. Efter hver vending skal man altså have brudt vandoverfladen inden 15 metermærket er nået.
- Et armtræk under vandet til at sætte vendingen i gang er tilladt. Det er ikke tilladt at glide på maven indtil man kommer tæt nok på kanten til at kunne foretage vendingen. dog uden at bruge benene, så kaldes det svømning på maven.

## Nuværende verdensrekorder

### Langt bassin

#### Herrer
- 50m: 24.80 – Thomas Rupprath, Tyskland (27. juli, 2003)
- 100m: 53.17 – Aaron Peirsol, USA (2. april, 2005)
- 200m: 1:54.66- Aaron Peirsol, USA (29. juli, 2005)

#### Damer
- 50m: 28.19 – Janine Pietsch, Tyskland (25. maj, 2005)
- 100m: 59.58 – Natalie Coughlin, USA (13. august, 2003)
- 200m: 2:06.62 – Krisztina Egerszegi, Ungarn (25. august, 1991)

### Kort bassin

#### Herrer
- 50m: 23.27 – Thomas Rupprath, Tyskland (10. december, 2004)
- 100m: 50.32 – Peter Marshall, USA (26. marts, 2004)
- 200m: 1:50.52 – Markus Rogan, Østrig (8. december, 2005)

#### Damer
- 50m: 26:83 – Hui Li, Kina (2. december, 2001)
- 100m: 56.71 – Natalie Coughlin, USA (23. november, 2002)
- 200m: 2:03.62 – Natalie Coughlin, USA (27. november, 2001)